# Georges de Rham
Georges de Rham   (Roche, 10 de setembre de 1903 - Lausana, 7 d'octubre de 1990) va ser un matemàtic i alpinista suís.

## Vida i Obra
Nascut a Roche, una petita vila del cantó de Vaud, la família es va traslladar el 1919 a Lausana. Després d'una escolarització clàssica (llatí, grec, filsofia, etc.), va estudiar ciències a la universitat de Lausana entre 1921 i 1924, on els professors Gustave Dumas i Dmitri Mirimanoff el van fer inclinar per les matemàtiques. A partir de 1926, va continuar estudis a París on va obtenir el doctorat el 1931 amb una tesi, dirigida per Élie Cartan, que el va fer célebre immediatament. Després d'una breu estança a la universitat de Göttingen, va ser nomenat el 1932 professor de la universitat de Lausana, on va romandre fins a la seva retirada el 1971. A més, des de 1936, va ser, simultàniament, professor de la universitat de Ginebra.
A més de matemàtic va ser un consumat alpinista: amb el seu amic Alfred Tissières, va obrir noves vies a diversos cims com el Bietschhorn (1947), cara sud del Täschhorn (1944) o l'aresta nord de la Dent Blanche (1943); va ser un membre molt actiu del Club Alpí Suís pel qual va publicar articles a la seva revista i també va publicar algunes guies de muntanya.
Com matemàtic, i des del seu període a París, de Rham es va interessar sempre per la topologia, branca de les matemàtiques que sempre va ser el seu camp de recerca. Ja a la seva tesi doctoral de 1931, va incorporar una idea que va ser central a la topologia de tot el segle XX: la cohomologia de De Rham. També va ser l'introductor del concepte matemàtic de corrent, com una funció lineal contínua de formes diferencials, va abordar de forma original la teoria de les formes harmòniques i va estudiar la reductibilitat de la varietat de Riemann.